# جان لیندلی (فیلم‌بردار)
جان لیندلی (انگلیسی: John Lindley؛ زادهٔ ۱۷ نوامبر ۱۹۵۱) یک و مدیر فیلم‌برداری اهل ایالات متحده آمریکا است.

## بخشی از فیلمشناسی
- سرزمین رؤیاها (۱۹۸۹)
- پدر عروس (فیلم ۱۹۹۱) (۱۹۹۱)
- خوابیدن با دشمن (۱۹۹۱)
- من عاشق دردسرم (فیلم ۱۹۹۴) (۱۹۹۴)
- قطار پول (فیلم) (۱۹۹۵)
- مایکل (فیلم ۱۹۹۶) (۱۹۹۶)
- پلیزنتویل (فیلم) (۱۹۹۸)
- ایمیل داری (۱۹۹۸، با همکاری نورا افرون
- اعداد شانس (فیلم) (۲۰۰۰)
- مجموع همه ترس‌ها (۲۰۰۲)
- هسته (فیلم) (۲۰۰۳)
- آخرین شلیک (۲۰۰۴)
- افسونگر (فیلم ۲۰۰۵) (۲۰۰۵)
- آقای بروکس (۲۰۰۷)
- تصورش کن (۲۰۰۹)
- لژیون (فیلم ۲۰۱۰) (۲۰۱۰)
- وینسنت مقدس (فیلم) (۲۰۱۴)